# Allert de Lange

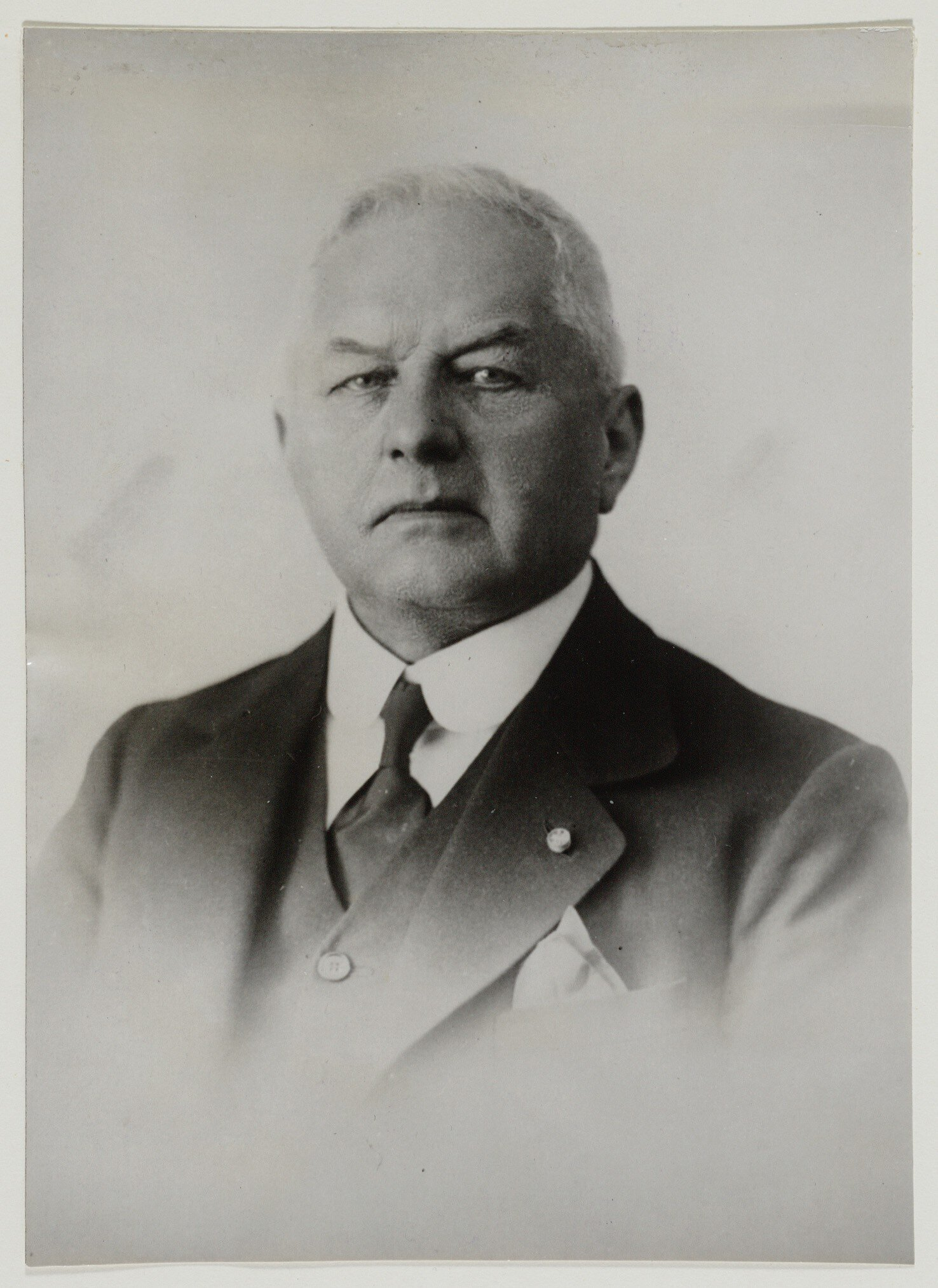
Allert de Lange, uitgever

Allert de Lange (Zaandam, 15 april 1855 – Naarden, 16 mei 1932) was een Nederlandse uitgever en boekhandelaar.

## Jeugd en opleiding
Allert de Lange werd geboren in Zaandam als zoon van Guurtje de Vries en houthandelaar Arent de Lange. Na de HBS te hebben doorlopen, vertelde hij zijn ouders dat hij het boekenvak in wilde. Allert verliet op zeventienjarige leeftijd Zaandam om als leerling-boekverkoper te gaan werken bij boekhandel Tj. van Holkema in Amsterdam. In 1876 ging hij naar Brussel en werkte daar twee jaar in de Librairie Mucquardt en daarna naar Londen, Engeland, waar hij nog twee jaar werkte bij Hachette. Toen had hij genoeg gespaard om als boekhandelaar te beginnen en keerde hij terug naar Nederland.
Op 1 april 1880, begon de 25-jarige Allert de Lange zijn boekhandel aan het Damrak no. 62 in Amsterdam. Hij woonde daar boven de zaak en had één loopjongen in dienst. Door zijn huwelijk, met Rijkje Middelhoven, dochter van een houthandelaar, was Allert een vermogend man geworden. Door het vermogen van zijn vrouw was het in 1885 mogelijk het pand op het Damrak te kopen.

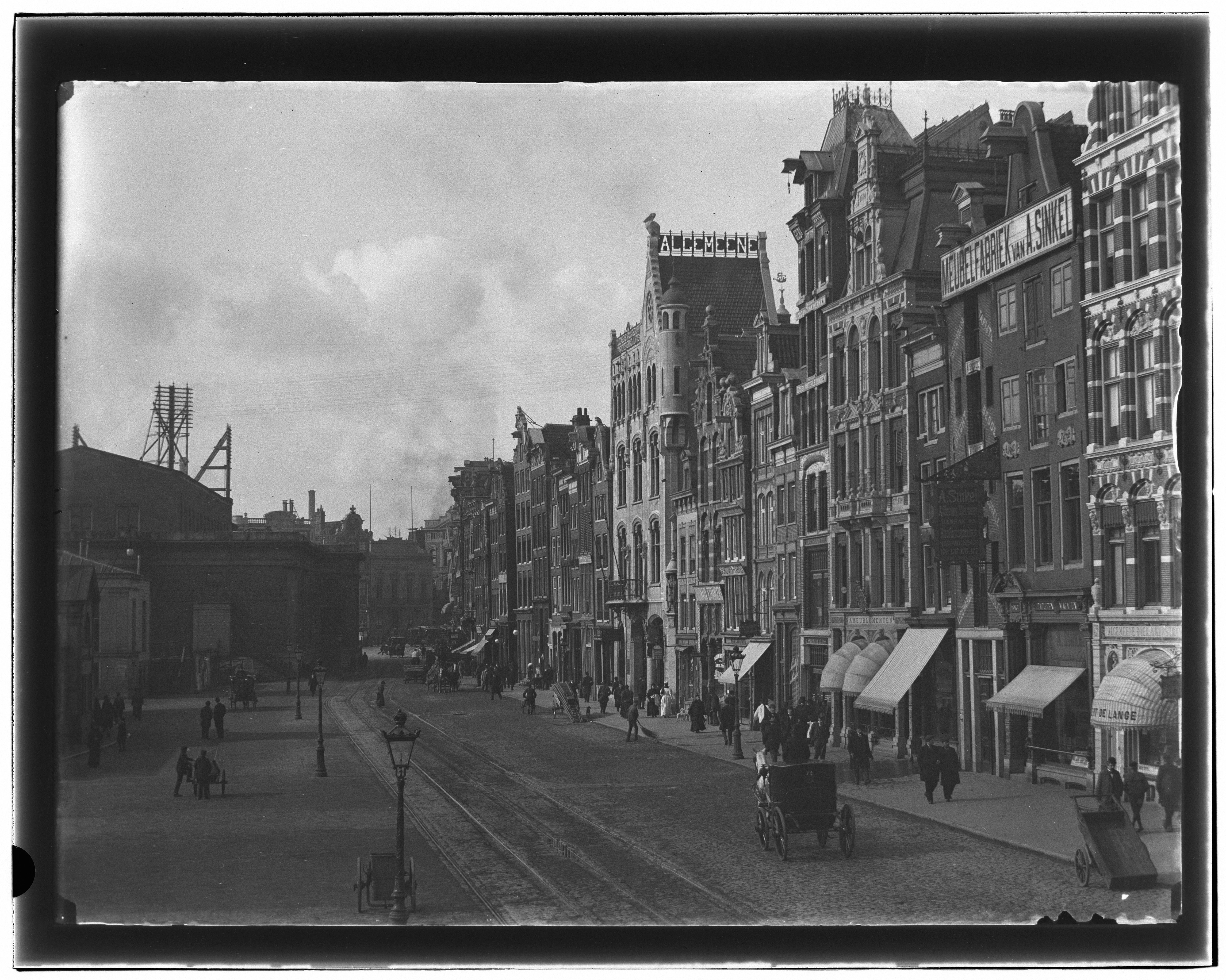
Damrak in 1897, met geheel rechts boekhandel Allert de Lange

Als uitgever van verschillende series en succesvolle publicaties werd de Lange erg bekend. Zijn boekhandel liep dan ook als een trein.

## Gerard de Lange neemt zaak over
Na zijn overlijden in 1932 werd de zaak door zijn zoon Gerard de Lange (1896-1935) overgenomen. Gerard had er aanvankelijk geen zin in om in de zaak van zijn vader te werken, en besloot op zeventienjarige leeftijd, na de HBS, een opleiding te gaan volgen aan de Koninklijke Militaire Academie in Breda. Na enige jaren het militaire bestaan volgehouden te hebben, kwam hij terug in Amsterdam en ging op wens van zijn vader toch in de zaak werken, waar hij in 1922 door zijn vader als mede-vennoot in de firma werd opgenomen.
Na het plotselinge overlijden van zijn vader in 1932 kwam Gerard, die er een flamboyante levensstijl op nahield, niet meer op de zaak. Iedere ochtend liet hij zijn procuratiehouder, A.P.J. Kroonenburg (1902-1977), die reeds vanaf 1921 bij Allert de Lange in dienst was, bij zich komen in het restaurant van Schiphol of het Carlton Hotel, om de lopende zaken te bespreken.

## Emigrantenliteratuur bij Verlag Allert de Lange

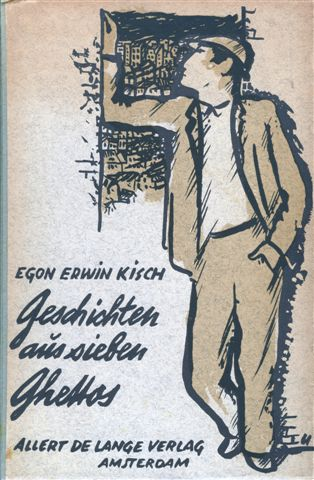
Boekbandontwerp van Paul Urban

Hilda van Praag-Sanders, de echtgenote van Siegfried van Praag (1899-2002), had na de machtsovername door Hitler in Duitsland in 1933 het plan opgevat in Nederland een Duitstalige uitgeverij op te richten.
Omdat Siegfried van Praag zijn boeken liet uitgeven door de uitgeverij Allert de Lange, nam Hilda contact op met Gerard de Lange, hetgeen uiteindelijk resulteerde in de oprichting van Verlag Allert de Lange.
Hilda bezocht met haar man een aantal Duitse schrijvers zoals: Felix Salten, Arnold en Stefan Zweig, Max Brod en Joseph Roth om ze te polsen over medewerking aan de nieuwe firma. De zwerftocht van de schrijvers Bertolt Brecht, Max Brod, Ödön von Horvath, Joseph Roth en Stefan Zweig, was begonnen in 1933. Eerst kozen ze verblijf in omringende landen, later weken ze uit over de hele wereld. Brecht reisde via Praag naar Zwitserland en daarna naar Parijs, Denemarken, Zweden, Finland, Moskou, de Verenigde Staten en kwam na de oorlog weer terug in Berlijn.
Na een conflict kwam aan de samenwerking van het Verlag met het echtpaar Van Praag al spoedig een eind en zocht Gerard de Lange contact met Hermann Kesten (1900-1996), die lector geweest was bij Gustav Kiepenheuer in Berlijn en die bereid bleek deze zelfde functie bij De Lange te bekleden. Als medelector trok hij Walter Landauer (1904-1944) aan die ook bij Kiepenheuer werkzaam was geweest. Op het voorbereidende werk van Hilda van Praag-Sanders werd door hen voortgebouwd en een keur van geëmigreerde schrijvers werd door de nieuwe uitgeverij aangetrokken.
Na de vroege dood van Gerard de Lange in 1935, hij overleed aan een delirium, kwam de leiding van de Duitstalige afdeling van de uitgeverij in handen van A.P.J. Kroonenburg, gesteund door Kesten en Landauer, die tot 1940 de meeste uitgaven zou verzorgen.
Van 1933 af tot juni 1940 werden 91 Duitstalige uitgaven in omloop gebracht door Verlag Allert de Lange, waaronder ook werken van anderen dan emigranten.
Bij de vormgeving van de Duitse boeken waren onder anderen betrokken Henri Friedländer (1904-1996), die drieëntwintig ontwerpen voor Verlag Allert de Lange verzorgde en Paul Urban (1901-1937 ?), die er vierendertig ontwierp. Léon Holman (1906-1943) verzorgde twee banden en Fré Cohen (1903-1943) ontwierp één band.

## Duitse bezetting 10 mei 1940
Walter Landauer wist na de Duitse bezetting aanvankelijk onder te duiken, maar werd later gearresteerd en stierf eind 1944 de hongerdood in het kamp Bergen-Belsen.
Hermann Kesten was tijdens de inval van de Duitsers in mei 1940 in Frankrijk en wist van daar naar de Verenigde Staten te ontkomen.
Op 21 juni 1940 moest Kroonenburg op bevel van Obersturmbanführer Jäger de activiteiten van het Verlag Allert de Lange staken. De voorraad boeken werd in beslag genomen en kwam terecht in een pakhuis in de O.L. Vrouwesteeg in Amsterdam, waar zij de rest van de bezettingstijd bleven liggen.
Na de bevrijding verkocht Allert de Lange de voorraad die bewaard gebleven was, in een pand naast de winkel op het Damrak.
In 1940 verliet het omvangrijke archief van Allert de Lange, meegenomen door de nazi's, Amsterdam om ten slotte in 1991 via Berlijn, Dresden, Moskou en Potsdam daar weer terug te keren. Het uitgeversarchief met onder andere de uitvoerige correspondentie gaat niet alleen over de uitgaven zelf, maar laat ook zien wat de schrijvers bezighield en hoe zij dachten over hun eigen werk. Na de terugkeer van het archief werd het ondergebracht bij het Internationaal Instituut voor Sociale Geschiedenis (IISG) in Amsterdam.

## Uitgaven Allert de Lange Exil tussen 1933 en 1940
De 91 Duitstalige uitgaven van Verlag Allert de Lange. Niet alle auteurs waren emigranten. Ook anderen zoals Winston Churchill en Giuseppe Borgese werden uitgegeven
- Kaus, Gina. Die Schwestern Kleh. 1933
- Kesten, Hermann. Novellen Deutschen Dichter der Gegenwart.  1933
- Brod, Max. Die Frau die nicht enttäuscht. 1933
- Roth, Joseph. Hiob. Roman eines einfachen Mannes. 1933
- Winsloe, Christa. Das Mädchen Manuela. 1933
- Roth, Joseph. Der Antichrist. 1934.
- Brod, Max. Die Berauschten. 1934
- Kesten, Hermann. Der Gerechte. 1934
- Hermann, Georg. Ruth's schwere Stunde. 1934
- Roth, Joseph. Der Antichrist. 1934
- Brod, Max. Heinrich Heine. 1934
- Neumann, Alfred. Neuer Caesar. 1934
- Brecht, Bertold. Dreigroschenoper. 1934
- Tschuppik, Karl. Maria Theresia. 1934
- Thomas, Adrienne, Dreiviertel Neugier 1934
- Schickele, René. Liebe und Argernis des D.H. Lawrence. 1934
- Kisch, Egon Erwin. Geschichten aus sieben Ghettos. 1934
- Ritter/Kesten. Jahrbuch 1934/35. 1934
- Bruckner, Ferdinand. Mussia. Erzählung eines frühen Lebens. 1935
- Polgar, Alfred. In der Zwischenzeit. 1935
- Brod, Max. Novellen aus Böhmen. 1935
- Neuman, Alfred. Der Teufel. 1935
- Asch, Shalom. Kinder in der Fremde.1935
- Hermann, Georg. Rosenemil. 1935
- Polgar, Alfred. In der Zwischenzeit. 1935
- Kaus, Gina. Katharina die Grosse.1935
- Kesten, Hermann. Ferdinand und Isabella. 1935
- Roth, Joseph. Die hundert Tage. 1935
- Thomas, Adrienne. Die Katrin wird Soldat. 1935
- Wolff, Theodor. Der Marsch durch zwei Jahrzehnte. 1935
- Natonek, Hans. Der Schlemil, ein Roman vom Leben des Adelbert von Chamisso. 1935
- Brod, Max. Annerl. 1936
- Keun, Irmgard. Das Mädchen, mit dem die Kinder nicht verkehren durften. 1936
- Kisch, Egon Erwin. Landung in Australien. 1936
- Marcu, Valeriu. Machiavelli oder  die Schule der Macht. 1936
- Mennicke, Karl August. Der Mensch im All. Einführing in das Verständnis Rilkes. 1936
- Neumann, Alfred. Kaiserreich. 1936
- Roth, Joseph. Beichte eines Mörders erzählt in einer Nacht. 1936
- Schickele, René. Maria Capponi. 1936
- Thomas, Adrienne. Katrin ! Die Welt brennt !. 1936
- Asch, Schalom. Der Krieg geht weiter. 1936
- Witlin, Joseph. Das Salz der Erde. 1936
- Brun, Vincenz. Alkibiades. 1936
- Bernhard, Georg. Meister und Dilletanten am Kapitalismus im Reiche der Hohenzollern. 1936
- Horvath, Ödön von. Jugend ohne Gott. 1937
- Katz, Henry William. Die Fischmanns. 1937
- Kaus, Gina. Luxusdampfer. 1937
- Kesten, Hermann. König Phillipp der Zweite. 1937
- Kolb, Annette. Festspieltage in Salzburg. 1937
- Kracauer, Siegfried. Jacques Offenbach und das Paris zeiner Zeit. 1937
- Tschuppik, Karl. Ein Sohn aus gutem Hause. 1937
- Winsloe, Christa. Passeggiera. 1937
- Asch, Schalom. Gesang des Tales. 1937
- Földes, Jolán. Die Strasse der Fischenden Katze. 1937
- Gunther, John. So sehe ich Europa !. 1937
- Schickele, René. Die Flaschenpost. 1937
- Brod, Max. Abenteuer in Japan. 1938
- Horvath, Ödön von. Ein Kind unseren Zeit. 1938
- Kaus, Gina. Josephine und Madame Tallien. 1938
- Kesten, Hermann. Die Kinder von Gernika. 1938
- Kolb, Annette. Festspieltage in Salzburg und Abschied von Österreich. 1938
- Neumann, Alfred. Die Goldquelle. 1938
- Rosenberg, A. Demokratie und Sozialismus, Zur politischen Geschichte der Letzten 150 jahr. 1938
- Valentin, Veit. Weltgeschichte. Völker, Männer, Ideen I. 1938
- Walter, Friedrich. Kassandra. 1938
- Zweig, Stefan. Ungeduld des Herzens. 1938
- Borgese, Giuseppe Antonio. Der Marsch des Fascismus. 1938
- Churchill, Winston S.  Grosse Zeitgenosse. 1938
- Földes, Jolán. Kopf oder Schrift. 1938
- Földes, Jolán. Maria vor der Reiseprüfung. 1938
- Lundberg, Ferdinand. Amerikas 60 Familien. 1938
- Freud, Sigmund. Der Mann Moses und die monotheïstische Religion. Drei Abhandlungen. 1939.
- Blei, Franz. Zeitgenössische Bildnisse. 1939
- Brentano, Bernard von. Die Ewigen Gefühle. 1940
- Kaus, Gina. Der Teufel nebenan. 1939
- Roth, Joseph. Die Legende vom heiligen Trinker. 1939
- Thomas, Adrienne. Von Johanna zu Jane. 1939
- Traven, Ben. Ein General kommt aus dem Dschungel. 1939
- Valentin, Veit. Weltgeschichte. Völker, Männer, Ideen. II. 1939
- Wilhelm II. Ursprung und Anwendung des Baldachins. 1939
- Zweig, Stefan. Jeremias. Ein dramatische Dichtung in neun Bildern. 1930
- Zweig, Stefan. Worte am Sarge Sigmund Freud. 1939
- Bonaparte, Marie. Topst. Die goldhaarige Chow. 1939
- Churchill, Winston S. Schritt für Schritt. 1939
- Gunther, John. So sehe ich Asien. 1939
- Csokor, Franz Theodor. Als Zivilist im polnischen Krieg. 1940
- Mahler-Werfel, Alma. Gustav Mahler. Erinnerungen und Briefe. 1940
- Selinko, Annemarie. Heut heiratet mein Mann. 1940
- Walter, Friedrich. Tobias. 1940
- Asch, Schalom. Der Nazarener. 1940
- Henriques, Robert David Quixano. Ohne Waffen, ohne Wehr. 1940
- Krivitsky, Walter G. Ich war in Stalins Dienst. 1940

17 boeken verschenen als gezamenlijke publicaties onder de naam: Forum Bücherei Amsterdam, deelnemers: Verlag Allert de Lange, Amsterdam; Bermann-Fischer, Stockholm; Querido, Amsterdam
- Baum, Vicky. Helene Willfuhr.
- Einstein, Alfred. Briefe Deutscher Musiker.
- Schnitzler, Arthur. Flucht in die Finsternis und andere Erzählungen.
- Wassermann, Jacob. Caspar Hauser.
- Mann, Thomas. Das Problem der Freiheit.
- Feuchtwanger, L. Jud Süss.
- Heine, Heinrich. Meisterwerke.
- Kolb, Annette. Das Exemplar.
- Ludwig, Emil. Napoleon.
- Mann, Heinrich. Die kleine Stadt.
- Mann, Theodor. Die schönsten Erzählungen Deutscher Romantiker. 2 delen.
- Neuman, Alfred. Der Patriot.
- Werfel, Franz. Die 40 Tage des Musa Dagh. 2 delen
- Zweig, Stefan. Marie Antoinette. Maria Stuart. 2 delen
- Frank, L. Die Räuberbande
- Hoffmansthal, Hugo von. Deutsches Lesebuch
- Döblin, Alfred. Bürger und Soldaten 1918.